# Calligonum pumilum
Calligonum pumilum är en slideväxtart som beskrevs av Losinskaja. Calligonum pumilum ingår i släktet Calligonum och familjen slideväxter. Inga underarter finns listade i Catalogue of Life.